# Monuments nationaux de Foča-Ustikolina
Cet article recense les monuments nationaux situés sur le territoire de la municipalité de Foča-Ustikolina en Bosnie-Herzégovine et dans la fédération de Bosnie-et-Herzégovine. La liste établie par la Commission pour la protection des monuments nationaux compte 3 monuments nationaux inscrits sur la liste principale et 1 monument inscrit sur une liste provisoire.

## Monuments nationaux
| Monument             | Localité                                                                      | Géolocalisation | Datation                | Commentaire éventuel | Photo |
| -------------------- | ----------------------------------------------------------------------------- | --------------- | ----------------------- | -------------------- | ----- |
| Cimetière à Presjeka | Ustikolina (Presjeka)                                                         |                 | À partir du XIVe siècle |                      |       |
| Pont de Kožetina     | Ustikolina (Kožetina), près de la confluence du Gabeoski potok et de la Drina |                 | Fin du Moyen Âge        |                      |       |
| Zebina Šuma          | Zebina Šuma                                                                   |                 | ?                       | Site historique      |       |